# Osidryas
Osidryas is een geslacht van vlinders van de familie Copromorphidae, uit de onderfamilie Millieriinae.

## Soorten
- O. chersodes (Turner, 1913)
- O. chlorotribes Meyrick, 1939
- O. phyllodes Meyrick, 1916